# Puerto de Guadarrama
Puerto de Guadarrama är ett bergspass i Spanien.   Det ligger i provinsen Provincia de Segovia och regionen Kastilien och Leon, i den centrala delen av landet, 50 km nordväst om huvudstaden Madrid. Puerto de Guadarrama ligger 1 494 meter över havet.
Terrängen runt Puerto de Guadarrama är kuperad.Runt Puerto de Guadarrama är det ganska tätbefolkat, med 207 invånare per kvadratkilometer. Närmaste större samhälle är Collado-Villalba, 14,4 km sydost om Puerto de Guadarrama. Trakten runt Puerto de Guadarrama består till största delen av jordbruksmark.